# Melomys spechti
Melomys spechti är en utdöd däggdjursart som beskrevs av Tim Flannery och Wickler 1990. Melomys spechti ingår i släktet Melomys och familjen råttdjur. Inga underarter finns listade i Catalogue of Life.
Fossil från denna gnagare hittade på ön Buka som tillhör Papua Nya Guinea.